# Кондраки, Лариса
Лариса Кондраки (англ. Larysa Kondracki) — канадский кинорежиссёр, сценарист и продюсер украинского происхождения. Её дебютный фильм, «Стукачка», был выпущен в 2011 году и получил шесть номинаций на премию «Джини» на 32-й церемонии вручения премии, включая за лучший фильм и лучшую режиссуру.

## Биография
Родом из Торонто, Кондраки изучала английскую литературу и театральное искусство в университете Макгилла, а затем получила степень магистра искусств в кинорежиссуре в Колумбийском университете.
Она также сняла несколько эпизодов телесериала канала AMC «Ходячие мертвецы».

## Фильмография

### Фильмы
| Год  | Название | Указана как            | Примечания      |
| ---- | -------- | ---------------------- | --------------- |
| 2010 | Стукачка | режиссёр и сценаристка |                 |
| 2009 | Вико     | режиссёр и сценаристка | короткометражка |

### Телевидение
| Год       | Название               | Указана как                          | Примечания                                                  |
| --------- | ---------------------- | ------------------------------------ | ----------------------------------------------------------- |
| 2016      | Лучше звоните Солу     | Режиссёр                             | 2 сезон, 8 эпизод: «Fifi»                                   |
| 2015      | Лучше звоните Солу     | Режиссёр                             | 1 сезон, 7 эпизод: «Bingo»                                  |
| 2015      | Американцы             | Режиссёр                             | 3 сезон, 10 эпизод: «Stingers»                              |
| 2015      | Ходячие мертвецы       | Режиссёр                             | 5 сезон, 11 эпизод: «The Distance»                          |
| 2015      | Царство                | Режиссёр                             | 2 сезон, 12 эпизод: «Banished»                              |
| 2014—2015 | Остановись и гори      | Режиссёр                             | 2 эпизода                                                   |
| 2014      | Разделение             | Режиссёр                             | 1 сезон, 8 эпизод: «To Whom Evil Is Done»                   |
| 2014      | Грейсленд              | Режиссёр                             | 2 сезон, 10 эпизод: «The Head of the Pig»                   |
| 2013—2014 | Тайные операции        | Режиссёр                             | 3 эпизода                                                   |
| 2013—2014 | Бестия                 | Режиссёр                             | 6 эпизодов                                                  |
| 2013      | Легавый                | режиссёр и соисполнительный продюсер | 7 эпизод (режиссёр) 13 эпизодов (соисполнительный продюсер) |
| 2016      | Готэм                  | режиссёр                             |                                                             |
| 2017      | Легион                 | режиссёр                             |                                                             |
| 2018      | Пикник у Висячей скалы | режиссёр                             |                                                             |
| 2019      | Правосудие             | режиссёр                             |                                                             |